# Duncan (Arizona)
Duncan – miasto w Stanach Zjednoczonych, w stanie Arizona, w hrabstwie Greenlee.